# Ancistrocerus robertsianus
Ancistrocerus robertsianus är en stekelart som först beskrevs av Cameron.  Ancistrocerus robertsianus ingår i släktet murargetingar, och familjen Eumenidae. Inga underarter finns listade i Catalogue of Life.